# Maurizio Garzoni
Maurizio Garzoni (um 1730–1790) war ein italienischer Dominikaner und Missionar in Kurdistan, der dank seiner Ausgabe der ersten kurdischen Grammatik Grammatica e Vocabolario della Lingua Curda als „Vater der Kurdologie“ gilt. 

## Biografie
Maurizio Garzoni, ein dominikanischer Missionar, kam 1762 nach Mossul und zog nach Amediye weiter. Er merkte an, dass Kurdisch die Sprache der regionalen Kommunikation sei, die von Muslimen und Christen verstanden werde, während Nestorianer Assyrisch-neuaramäischer Dialekt, Jakobiten einen syrischen Dialekt und Armenier, Armenisch, sprachen. 
Auf der Grundlage des in Amediye gesprochenen Kurmandschi-Dialekts veröffentlichte er 1787 die erste kurdische Grammatik. Am Ende seiner Grammatik befindet sich ein italienisch-kurdisches Wörterbuch mit etwa 4600 Wörtern. Er schrieb auch eine Notiz über die Jesiden. Unter anderem enthält das Werk christliche Gebete wie das Vaterunser auf Kurdisch.

## Bibliografie
- Françoise Jacquin, Jean-François Zorn: L’altérité religieuse. Karthala, 2001, ISBN 978-2-84586-180-0 (französisch).

## Werke
- Grammatica e Vocabulario della Lingua Curda. Rom 1787 (italienisch, archive.org).

| Personendaten    | Personendaten                           |
| ---------------- | --------------------------------------- |
| NAME             | Garzoni, Maurizio                       |
| KURZBESCHREIBUNG | italienischer Dominikaner und Missionar |
| GEBURTSDATUM     | um 1730                                 |
| STERBEDATUM      | 1790                                    |